# Бел Ајл (Флорида)
Бел Ајл (енгл. Belle Isle) град је у америчкој савезној држави Флорида. По попису становништва из 2010. у њему је живело 5.988 становника.

## Демографија
Према попису становништва из 2010. у граду је живело 5.988 становника, што је 457 (8,3%) становника више него 2000. године.
| Група             | 2000.         | 2010.         |
| Белци             | 4.985 (90,1%) | 4.972 (83,0%) |
| Афроамериканци    | 104 (1,9%)    | 187 (3,1%)    |
| Азијати           | 69 (1,2%)     | 99 (1,7%)     |
| Хиспаноамериканци | 331 (6,0%)    | 663 (11,1%)   |
| Укупно            | 5.531         | 5.988         |